# Pionerskij (Territorio della Kamčatka)
Pionerskij (in lingua russa Пионерский) è un centro abitato di circa 3 100 abitanti situato nel Territorio della Kamčatka, in Russia (estremo oriente).